# Remojadas
Remojadas è un sito archeologico, una cultura e uno stile artistico messicano che fiorì nella zona di Veracruz presso la costa del golfo dal 100 all'800. La cultura di Remojadas viene considerata come parte della più estesa cultura classica di Veracruz.
Il sito è ancora relativamente inesplorato in quanto le uniche spedizioni importanti avvenute nel luogo risalgono al 1949 e 1950.

## Figurine
Il sito di Remojadas è conosciuto per la presenza di ceramiche pregiate. Nella zona sono state riportate alla luce migliaia di figure, ritrovate presso diverse tombe e discariche.

Tra le varie figurine vi sono alcune che rappresentano divinità, animali e le sonrientes (facce sorridenti), alcune delle quali funzionano come flauti e ocarine. Alcune delle figurine che somigliano ad animali sono provviste di ruote, testimonianza di una delle prime applicazioni della ruota nella cultura delle americhe.
Molte delle figurine possiedono dei denti riempiti, pratica comune della cultura di Remojadas. Le figurine più antiche di questa cultura venivano fatte a mano, mentre quelle più recenti vennero forgiate tramite la procedura dello stampaggio. Le figurine di Remojadas vengono solitamente paragonate alle figurine prodotte dai Maya in quanto a somiglianza e stile.
Le Facce Sorridenti, dette Sonrientes, sono le figure più conosciute di Remojadas, presentandosi con strani, larghi sorrisi e corpi da bambino. Le figure sorridenti sono rare nell'arte mesoamericana, e il basso numero di figure ritrovate fa pensare che fossero una caratteristica comune solo alla zona specifica di questa cultura. Alcuni ricercatori credono che la rappresentazione dei sorrisi sia stata ispirata da sostanze allucinogene, mentre un altro ricercatore spiega che sono "senza dubbio collegate al culto dei morti".